# Gijs Van Hoecke
Gijs Van Hoecke (Gent, 12 november 1991) is een Belgisch wielrenner die anno 2024 rijdt voor Intermarché-Wanty.

## Carrière
Hij begon met wielrennen op zijn dertiende. In 2006 behaalde hij als eerstejaarsnieuweling brons op de Belgische omniumkampioenschappen. Bij de junioren behaalde hij in 2008 samen met Tosh Van der Sande zilver in de ploegkoers op de piste op het WK in Kaapstad. In 2009 won hij de Giro della Toscana, en op het WK ploegkoers behaalde hij zilver.
In 2011 werd hij op negentienjarige leeftijd geselecteerd voor het wereldkampioenschap omnium. Hij werd er 3de na Shane Archbold en Michael Freiberg. Een jaar later werd hij op het WK in Melbourne 9de in het omnium, en werd op de slotdag wereldkampioen ploegkoers aan de zijde van Kenny De Ketele.
Van Hoecke nam deel aan de Olympische Zomerspelen 2012 en werd vijftiende op achttien deelnemers in het omnium. Samen met Dominique Cornu, Jonathan Dufrasne en Kenny De Ketele was hij meteen uitgeschakeld in de ploegenachtervolging. Nadat foto's van een dronken Van Hoecke in de pers verschenen, werd hij naar huis gestuurd door de Belgische delegatieleiding.
Op het WK in Minsk wist Van Hoecke zijn titel niet te verlengen, en ook de ploegenachtervolging was geen groot succes. In het najaar behaalde hij brons op het EK in Apeldoorn in de koppelkoers met Kenny De Ketele. Met deze laatste won hij in Amsterdam ook zijn eerste zesdaagse, en in de Zesdaagse van Gent behaalde hij wederom een podiumplaats.
In 2014 won hij de Internationale Wielertrofee Jong Maar Moedig.

## Palmares

### Baanwielrennen
| Jaar         | BK | EK                                | WK           | OS           | WB                              | Overig            |
| Nieuwelingen | Nieuwelingen                                                                                          | Nieuwelingen                      | Nieuwelingen | Nieuwelingen | Nieuwelingen                    | Nieuwelingen      |
| ------------ | --- | --------------------------------- | ------------ | ------------ | ------------------------------- | ----------------- |
| 2006         | scratch                                                                                               |                                   |              |              |                                 |                   |
| 2007         | ploegkoers · omnium · scratch                                                                         |                                   |              |              |                                 |                   |
| Junioren     | |                                   |              |              |                                 |                   |
| 2008         | achtervolging · omnium · ploegenachtervolging · 1km                                                   |                                   | ploegkoers   |              |                                 |                   |
| 2009         | omnium · ploegenachtervolging · ploegkoers · ploegsprint · sprint · achtervolging · puntenkoers · 1km |                                   | ploegkoers   |              |                                 |                   |
| Beloften     | |                                   |              |              |                                 |                   |
| 2010         | | omnium                            |              |              |                                 |                   |
| 2011         | |                                   |              |              |                                 |                   |
| 2012         | | ploegkoers · ploegenachtervolging |              |              |                                 |                   |
| Elites       | |                                   |              |              |                                 |                   |
| 2010         | |                                   |              |              | Cali: · scratch                 |                   |
| 2011         | ploegenachtervolging · achtervolging                                                                  |                                   | omnium       |              | Astana: · scratch               |                   |
| 2012         | omnium · achtervolging                                                                                |                                   | ploegkoers   |              | Glasgow: · ploegenachtervolging |                   |
| 2013         | | ploegkoers                        |              |              |                                 | 6daagse Amsterdam |

### Wegwielrennen

#### Overwinningen
2014 - 1 zege
Internationale Wielertrofee Jong Maar Moedig
2015
Strijdlustklassement Eneco Tour

#### Resultaten in voornaamste wegwedstrijden
| Jaar | Ronde van Italië | Ronde van Frankrijk | Ronde van Spanje |
| ---- | ---------------- | ------------------- | ---------------- |
| 2012 |                  |                     |                  |
| 2013 |                  |                     |                  |
| 2014 |                  |                     |                  |
| 2015 |                  |                     |                  |
| 2016 |                  |                     |                  |
| 2017 |                  |                     |                  |
| 2018 | 122e             |                     |                  |
| 2019 |                  |                     |                  |
| 2020 |                  |                     |                  |
| 2021 |                  |                     |                  |
| 2022 |                  |                     |                  |
| 2023 |                  |                     |                  |
| 2024 |                  |                     |                  |
| 2025 | 153e             |                     |                  |

| Jaar | Milaan-San Remo | Gent-Wevelgem | Ronde van Vlaanderen | Parijs-Roubaix | Amstel Gold Race | Dwars door Vlaanderen | Parijs-Tours |  | Wereldranglijsten |
| ---- | --------------- | ------------- | -------------------- | -------------- | ---------------- | --------------------- | ------------ |  | ----------------- |
| 2012 |                 |               |                      |                |                  |                       | 104e         |  |                   |
| 2013 |                 |               | 112e                 |                |                  | 63e                   | 23e          |  |                   |
| 2014 |                 |               |                      |                |                  | 121e                  | opgave       |  |                   |
| 2015 |                 |               | 104e                 | 88e            |                  | 58e                   |              |  |                   |
| 2016 |                 |               | 30e                  | 21e            | 105e             | 63e                   |              |  |                   |
| 2017 |                 |               | 115e                 | opgave         |                  | 26e                   | 67e          |  | 312e (UWT)        |
| 2018 | 88e             | 56e           |                      |                |                  | 77e                   | 29e          |  | 267e (UWT)        |
| 2019 | 99e             | 64e           | 119e                 | opgave         |                  | 34e                   |              |  |                   |
| 2020 |                 | 32e           | 42e                  |                |                  |                       |              |  |                   |
| 2021 | 140e            | opgave        | opgave               | opgave         |                  |                       | 11e          |  |                   |
| 2022 | 134e            | 91e           | opgave               | 98e            |                  | opgave                |              |  |                   |
| 2023 |                 | opgave        |                      |                |                  |                       |              |  |                   |
| 2024 | 144e            |               |                      | opgave         |                  |                       | 57e          |  |                   |
| 2025 |                 |               | opgave               | 68e            |                  |                       |              |  |                   |

## Ploegen
- 2012 –  Topsport Vlaanderen-Mercator
- 2013 –  Topsport Vlaanderen-Baloise
- 2014 –  Topsport Vlaanderen-Baloise
- 2015 –  Topsport Vlaanderen-Baloise
- 2016 –  Topsport Vlaanderen-Baloise
- 2017 –  Team LottoNL-Jumbo
- 2018 –  Team LottoNL-Jumbo
- 2019 –  CCC Team
- 2020 –  CCC Team
- 2021 –  AG2R-Citroën
- 2022 –  AG2R-Citroën
- 2023 –  Human Powered Health
- 2024 –  Intermarché-Wanty
- 2025 –  Intermarché-Wanty

Armée · Cornu · De Jonghe · De Ketele · De Vreese · Declercq · Jacobs · Jodts · Lietaer · Mertens · Neirynck · Salomein · Serry · Van Asbroeck · Van Hecke · Van Hoecke · Van Staeyen · Van Vooren · Vanoverberghe · Vandousselaere · Vanspeybrouck · Waeytens · Wallays
Armée · Cornu · De Buyst · De Jonghe · De Ketele · De Vreese · Declercq · Helven · Jacobs · Lampaert · Lietaer · Mertens · Neirynck · Salomein · Sprengers · Van Asbroeck · Van Hecke · Van Hoecke · Van Staeyen · Vanbilsen · Vandousselaere · Vanoverberghe · Vanspeybrouck · Waeytens · Wallays
Campenaerts · De Pauw · De Buyst · De Jonghe · De Ketele · Declercq · Helven · Jacobs · Lampaert · Lietaer · Rickaert · Salomein · Sprengers · Steels · Theuns · Van Asbroeck · Van Hecke · Van Hoecke · Vanoverberghe · Van Staeyen · Vanbilsen · Vanspeybrouck · Vergaerde · Waeytens ·  Wallays
Campenaerts · Capiot · De Ketele · De Pauw · De Tier · Declercq · Helven · Jacobs · Lietaer · Naesen · Rickaert · Salomein · Sprengers · Steels · Theuns · Van Hecke · Van Hoecke · Van Lerberghe · Van Meirhaeghe · Vanoverberghe · Vanspeybrouck · Vergaerde · Jel.Wallays · Jen.Wallays
Battaglin · Bennett · Boom · Bouwman · Campenaerts   · Castelijns · Clement · De Tier · van Emden · Gesink · Groenewegen · Jansen · Keizer · Kruijswijk · Lammertink · Leezer · Lindeman · Lobato · Martens · Olivier · Roglič · Roosen · Tankink · Tolhoek · Van den Broeck · Van Hoecke · Vermeulen · Wagner · Wynants · Janssen (stagiair)
Battaglin · Bennett · Boom · Bouwman · Clement · De Tier · Eenkhoorn · van Emden · Gesink · Groenewegen · Jansen · Kruijswijk · Kuss · Leezer · Lindeman · Martens · Olivier · van Poppel · Powless · Roglič · Roosen · Tankink · Tolhoek · Van Hoecke · Wagner · Wynants
Antunes · Barta · Bernas · Bevin · Černý · ten Dam · De Marchi · Geschke · Gradek · Koch · Mareczko · Owsian · de la Parte · Pauwels · Rosskopf · Sajnok · Schär · Van Avermaet  · Van Hoecke · Van Hooydonck · Van Keirsbulck · Ventoso · Wiśniowski · Zoidl
Barta · Bevin · Černý · De la Parte · De Marchi · Geschke · Gradek · Hirt · Koch · Kotsjetkov · Mareczko · Masnada · Małecki · Paluta · Pauwels · Rosskopf · Sajnok · Schär · Trentin · Valter · Van Avermaet  · Van Hoecke · Van Hooydonck · Van Keirsbulck · Ventoso · Wiśniowski · Zakarin · Zimmermann
Bidard · Bouchard · Calmejane · Champoussin · Cherel · Cosnefroy · Dewulf · Duval · Franktot en met 20 juni · Gallopin · Gastauer · Godon · Gougeard · Hänninen ·  Jullien · Jungels · L. Naesen · O. Naesen · O'Connor · Paret-Peintre · Peters · Prodhomme · Sarreau · Schär · Touzé · Van Avermaet · Van Hoecke · Vendrame · Venturini · Warbasse · Delphis (stagiair) · Lapeira (stagiair) · Retailleau (stagiair)
Berthet · Bouchard · Calmejane · Champoussin · Cherel · Cosnefroy · Dewulf · Gall · Godon · Hänninen ·  Jullien · Jungels · Lapeira · L. Naesen · O. Naesen · O'Connor · A. Paret-Peintre · V. Paret-Peintre · Peters · Prodhomme · Raugel · Retailleau (vanaf 1/8) · Sarreau · Schär · Touzé · Van Avermaet · Van Hoecke · Vendrame · Venturini · Warbasse · Delphis (stagiair) · Gautherat (stagiair) · Tronchon (stagiair)
Aasvold · Aniołkowski · Banaszek · Bassett · Chrétien · Coté · de Vos · Double · Gibson · Greenberg · Haga · Hecht · Jensen · Joyce · Krul · Lemmen · McGill · Peák · Perry · Schönberger · Svestad-Bårdseng · Van Hoecke · Weemaes
Braet · Busatto · Calmejane · Colleoni · De Pooter · Faure Prost · Girmay · Goossens · Herregodts · Kuypers(vanaf 4/4) · Marit · Meintjes · Mihkels · Page · Paquot · Petilli · Petit · Planckaert · Rex · Rota · Smith · Taaramäe · Teunissen · Thijssen · van der Hoorn · Van Hoecke · van Poppel · van Sintmaartensdijk · Zimmermann · Dolven(stagiair)